# 河奈亜依
河奈 亜依（かわな あい、1998年3月18日 - ）は、日本の元AV女優。LIGHT所属。

## 略歴
千葉県出身。2019年8月13日MOODYZよりデビュー。
2022年1月22日、自身のTwitterにて同年3月いっぱいで引退する事を発表。
2022年7月4日週、FANZAレンタルフロアランキングにおいて出演した『「えっ！？コレが実習？」エステ専門学校に入学したら男はボク1人！実習はタオル1枚の女子の体を触りまくり！ボクの股間は触られまくりでフル勃起！に出てるAV女優名まとめ』が1位を記録。

## 人物
| チャームポイント | えくぼ                   |
| 趣味             | ひとりごはん             |
| 好きな場所       | 家                       |
| 好きな色         | 白、黒、パステルカラー   |
| 好きな食べ物     | 海老、ブロッコリー       |
| 苦手な食べ物     | 苦いもの                 |
| 好きな動物       | 犬                       |
| 好きな言葉       | 生きているだけで万々歳！ |

## 作品

### アダルトビデオ
| 発売日   | タイトル | 規格    | 品番           | メーカー                         | 備考                                     |
| 2019年   | 2019年 | 2019年  | 2019年         | 2019年                           | 2019年                                   |
| -------- | --- | ------- | -------------- | -------------------------------- | ---------------------------------------- |
| 8月13日  | 学年に一人はいたおとなしいけど可愛い女の子。 陰キャ美少女19歳メガネを取ってAVデビュー                                    | DVD     | mifd080        | MOODYZ                           |                                          |
| 9月25日  | 中年童貞と施し天使。ブラの外し方、教えてあげる。                                                                         | DVD     | dasd581        | ダスッ!                          |                                          |
| 10月07日 | 初投稿 嫁のマゾ調教＆寝取らせ動画                                                                                        | DVD     | atid373        | アタッカーズ                     |                                          |
| 10月24日 | 性交総合大学病院 11科の専門看護師による手淫・口淫・性交―超業務的リアル看護200分                                          | DVD     | 1sdde600       | SODクリエイト                    |                                          |
| 11月07日 | 覚醒遊戯2 闇を切り裂くレズ調教                                                                                           | DVD     | rbd946         | アタッカーズ                     |                                          |
| 11月12日 | 担任教師 教え子と駆け落ちの夏                                                                                            | DVD     | h_491fneo049   | First Star                       |                                          |
| 11月13日 | 透き通るような健気な制服美少女と肉欲を剥き出し貪り籠った淫猥性交                                                         | DVD     | apkh121so      | オーロラプロジェクト・アネックス |                                          |
| 11月25日 | 園●成りきりプレイを強要され、輪●淫乱調教に堕ちた美人保育士                                                               | DVD     | apns153so      | オーロラプロジェクト・アネックス |                                          |
| 11月29日 | あの頃、制服美少女と。                                                                                                   | DVD     | 24hkd010       | ドリームチケット                 | Blu-ray 発売日2019年12月18 24hkd00010bod |
| 12月07日 | パパだから平気だろ… 毒親による性的虐●の真実                                                                              | DVD     | atid383        | アタッカーズ                     |                                          |
| 12月13日 | 汗と唾液と精液の臭いに塗れて、彼氏の前で、性処理人形のように輪●される私                                                  | DVD     | apns155so      | オーロラプロジェクト・アネックス |                                          |
| 2020年   | |         |                |                                  |                                          |
| 01月09日 | 連れ子の娘と混浴家族風呂 母の為に逆らえない娘を弄ぶ義父                                                                  | DVD     | 1hbad516       | ヒビノ                           |                                          |
| 01月13日 | あいちゃん～純朴系淫乱ロリ娘の粘りつく天然愛液～                                                                         | DVD     | bacn014so      | バルタン                         |                                          |
| 01月24日 | びしょ濡れ女子○生雨宿り強●わいせつ6                                                                                      | DVD     | 55t28582       | TMA                              |                                          |
| 01月25日 | 顔面騎乗乳首捻りフェラチオ～気絶寸前の快楽！痴的な3点責め！～                                                            | DVD     | agmx035        | SEX Agent                        |                                          |
| 01月31日 | ブルマをはくとザーメンが欲しくなるというお話を河奈亜依が全力で演じました。                                               | DVD     | 84xrw817       | ケイ・エム・プロデュース         |                                          |
| 02月06日 | 濡れてテカってピッタリ密着 神スク水                                                                                      | DVD     | 1oks081        | 親父の個撮                       |                                          |
| 02月25日 | 射精コントロールフェラチオ！寸止め鬼我慢でイキたいのにイカせてくれない猛焦らしがたまらなく気持ちイイ。                   | DVD     | agmx039        | SEX Agent/妄想族                 |                                          |
| 03月07日 | 黒人語学NTR 隣家の陽気な黒人男性の英会話教室で漆黒の巨根をずっぽりレッスンされた新婚妻                                   | DVD     | ngod122        | JET映像                          |                                          |
| 03月12日 | 欲しがりマ○コでごめんなさい 濃厚ベロキス×汁まみれクンニ 発情女子○生と朝までツユだくSEX 亜依                              | DVD     | h_1240milk084  | MILK                             |                                          |
| 03月13日 | 「ぜんぶ出してイイよ」極上美少女との悶絶性交 全部新作撮り下ろし！                                                        | DVD     | apsh002so      | オーロラプロジェクト・アネックス |                                          |
| 03月13日 | 制服美少女のエッチな日常                                                                                                 | DVD     | sqte290so      | S-Cute                           |                                          |
| 03月13日 | 様々なシチュエーションで痴女たちが男を上から目線で陵●する騎乗位！パンストを見せつけ破れた穴からパンティずらして強●挿入！ | DVD     | 13ovg130       | グローリークエスト               |                                          |
| 03月25日 | 完全固定ノーカット！カメラを一度も止めずにノーハンド連続射精に挑戦！                                                     | DVD     | agmx042        | SEX Agent/妄想族                 |                                          |
| 03月26日 | TSF僕はドッペルゲンガール3 生き写し転校生編                                                                              | DVD     | 1rctd317       | ROCKET                           |                                          |
| 04月02日 | Ma○ko Device BondageXIV 鉄拘束マ○コ拷問                                                                                  | DVD     | 13gvh052       | グローリークエスト               |                                          |
| 04月10日 | 日常的に妹と性行為をしています。お互いのオナネタの為にハメ撮りをする仲良し兄妹。                                         | DVD     | 84mdtm627      | ケイ・エム・プロデュース         |                                          |
| 04月17日 | 「先っぽ3cmまで！」僕と可愛い妹のギリギリ相姦未満性生活                                                                  | DVD     | 118docp217     | プレステージ                     |                                          |
| 05月01日 | 童貞産婦人科医 小心者のボクが勇気を出して初めてのセクハラ診察                                                            | Blu-ray | 36dtsg00009bod | OFFICE K’S                       |                                          |
| 05月01日 | 先生と私 ～レズビアン女教師は汗臭い部活少女がお好き～                                                                    | DVD     | aukg486so      | U＆K                             |                                          |
| 05月07日 | 挑発！ナマイキ娘のパンチラ足コキ2                                                                                        | DVD     | 13ovg137       | グローリークエスト               |                                          |
| 05月07日 | 逆時間停止学園 ～時間を止められ身動き出来ない僕を好き勝手に弄ぶ痴女たち～                                                | DVD     | dnjr028        | 犬/妄想族                        |                                          |
| 05月07日 | ノゾキ、ダメ、ゼッタイ。あまりにも可愛すぎる近所の美少女（河奈亜依）が僕に奉仕するようになるまで                         | DVD     | ymdd187so      | 桃太郎映像出版                   |                                          |

- 女子に囲まれて男はボクひとり！？の王様ゲーム！！気が付けば妹のクラスメイトに全裸にされてしまったボクは…（5月21日、アイエナジー）
- 連れ子姉妹 河奈亜依・渚みつき（5月22日、I.B.WORKS）
- 「ヤラせて」を断れない押しに弱すぎ幼妻・亜依 AVに出演したのが夫の友人達にバレて、慰みモノにされ生姦しまくり、のビデオ。 河奈亜依（5月25日、AVS collector’s）
- 文学女子に童貞を奪われたイカ臭い性春の日々 河奈亜依（6月9日、ドグマ）
- 女子○生の白綿パンチラJOI最後はオマ○コもアナルもくぱぁ（6月19日、アロマ企画）※オムニバス
- 親友のままじゃ嫌だから（7月3日、ドリームチケット）
- 緊縛解禁 女子校生中出し孕ませ調教 河奈亜依（7月9日、アイエナジー）
- 河奈亜依の完全主観オナニーサポート アナルの下までオマ○コ汁が垂れちゃうの！！（7月19日、アロマ企画）
- ビッチアイドル裏個撮 河奈亜依（9月11日、レアルワークス）
- 貴女は誰ですか…? ～襲われた美少女。レズに堕ちるまで～ 松本いちか 河奈亜依（9月7日、ビビアン）
- 田舎の夏はヤル事しかない！ 枢木あおい 河奈亜依 (10月13日、S-Cute)
- あの日からずっと…。 緊縛調教中出しされる制服美少女 河奈亜依（11月13日、無垢）
- 社長の息子のHな社会科見学6 鈴木真夕/河奈亜依/乃木はるか（11月19日、グローリークエスト）
- 私立バブみヶ丘保育園 愛情たっぷりエッチなお遊戯 唾液まみれベロチュウと授乳手コキで筆下ろし！あい先生 河奈亜依（11月26日、MILK）
- 四つん這いのお尻の穴の収縮とシワの本数までバッチリ分かるアナルひくひくオナニー2（12月7日、アロマ企画）※オムニバス
- 女子○生の義妹は僕を男とみてないのか無防備なので我慢できずにハメてしまった…（12月11日、Z-MEN）※オムニバス
- 箱イリムスメ 河奈亜依（12月11日、レアルワークス）

2021年
- 麻酔ホルマリン漬け少女コレクション 徐々に体の感覚を失い、固まっていく少女の標本化映像 河奈亜依（1月19日、ドグマ）
- パンツごしのフェラチオ～焦らされて高まる早漏男子向けのフェチな刺激～（2月25日、SEX Agent/妄想族）※オムニバス
- 父の再婚相手の連れ子は毎日喧嘩するほど仲の悪いクラスメイトだった。両親に心配をかけたくない私達は声を押し殺して女同士の喧嘩をするようになった。喘ぎ声とイキ我慢をする新感覚喧嘩レズバトル3（2月25日、ROCKET）
- わたしツルペタだけど黒人さんとヤリたい！ 華奢ロリ美少女が巨漢黒人にガン突かれる！ 河奈亜依（2月27日、シャーク）
- 看護師の義妹が僕の前であざと可愛く無防備なので我慢できずにハメてしまった…2（3月12日、Z-MEN）※オムニバス
- 制服同窓会NTR ～お酒の勢いで強引にキスを迫られた私は…～ 河奈亜依（4月13日、無垢）
- 制服少女 串刺し拷問 河奈亜依（4月19日、ドグマ）[4]
- 美少女ワイセツ中出し淫行 河奈亜依（5月11日、ケー・トライブ）
- 恥ずかしいけど感じちゃうアソコを見せあう2人の対面相互愛撫（6月19日、アロマ企画）※オムニバス
- おしっこ114連発 98人（9月2日、グローリークエスト）※オムニバス

2022年
- 猥褻！デカクリレズビアン 〜淫核肥大恐怖症に怯える女子と真性レズ変態女医〜 枢木あおい 河奈亜依（2月1日、U＆K）
- 「えっ！？コレが実習？」エステ専門学校に入学したら男はボク1人！実習はタオル1枚の女子の体を触りまくり！ボクの股間は触られまくりでフル勃起！（5月24日、Hunter）

## 出演

### オリジナルビデオ
- ヒロインアルティメットピンチ ロ・ワールの星（2021年5月28日、ZENピクチャーズ）

### テレビ
- ビ～チ9（2020年3月、テレビ埼玉） - マンスリーゲスト

### ウェブテレビ
- 全裸監督2（2021年6月24日 全話配信、Netflix） - 1話、2話、6話、8話